# Pholadomya
Pholadomya es un género de almejas de agua salada de la familia Pholadomyidae. Fue descrito por G. B. Sowerby I en 1823.

## Especies
- Pholadomya candida Sowerby, 1823
- Pholadomya maoria Dell, 1963
- Pholadomya scutata
- Pholadomya tumida
- Pholadomya triquetra
- Pholadomya texta